# Armin Wolf (Journalist)

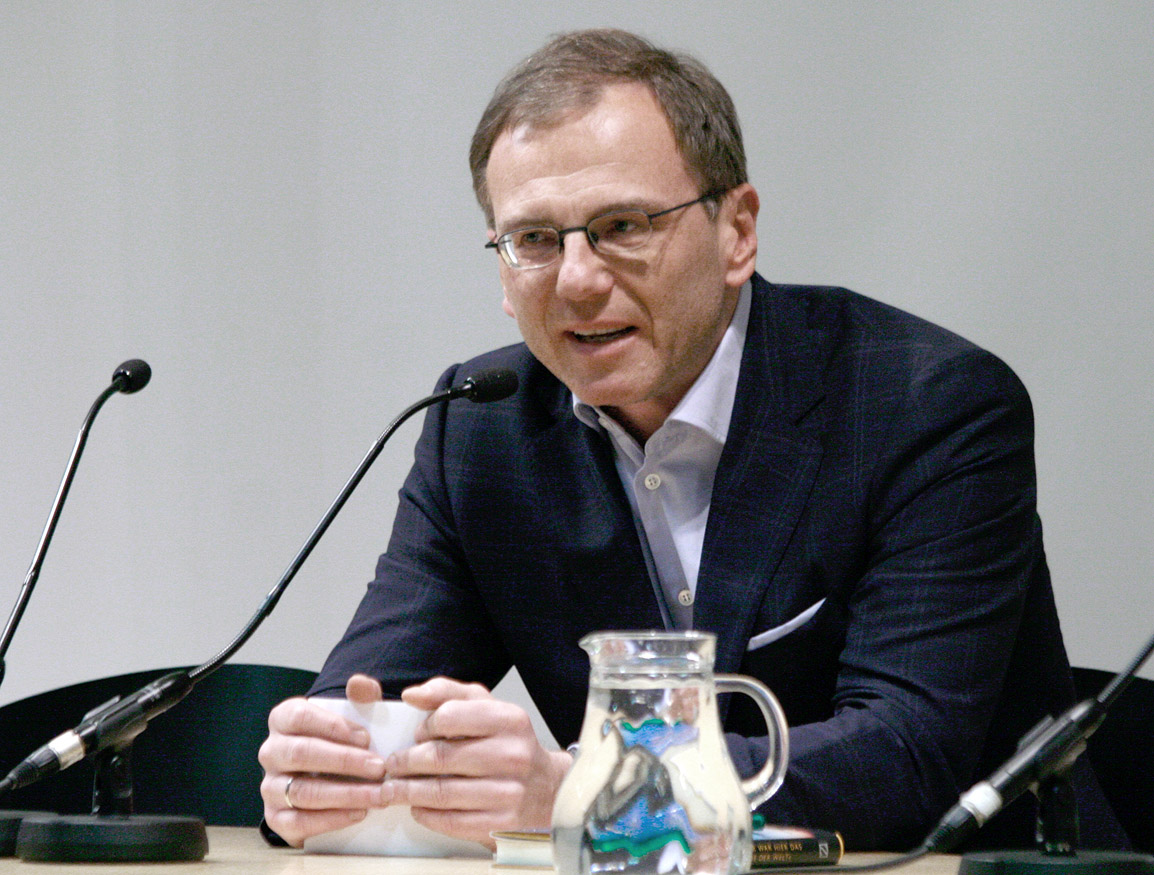
Armin Wolf (2011)

Armin Wolf (* 19. August 1966 in Innsbruck) ist ein österreichischer Journalist und Fernsehmoderator. Seit 2002 ist er Moderator des Nachrichtenjournals Zeit im Bild 2 (ZiB 2) und seit 2010 zudem auch stellvertretender Chefredakteur der ORF-Fernsehinformation.

## Leben

### Ausbildung und Karriere

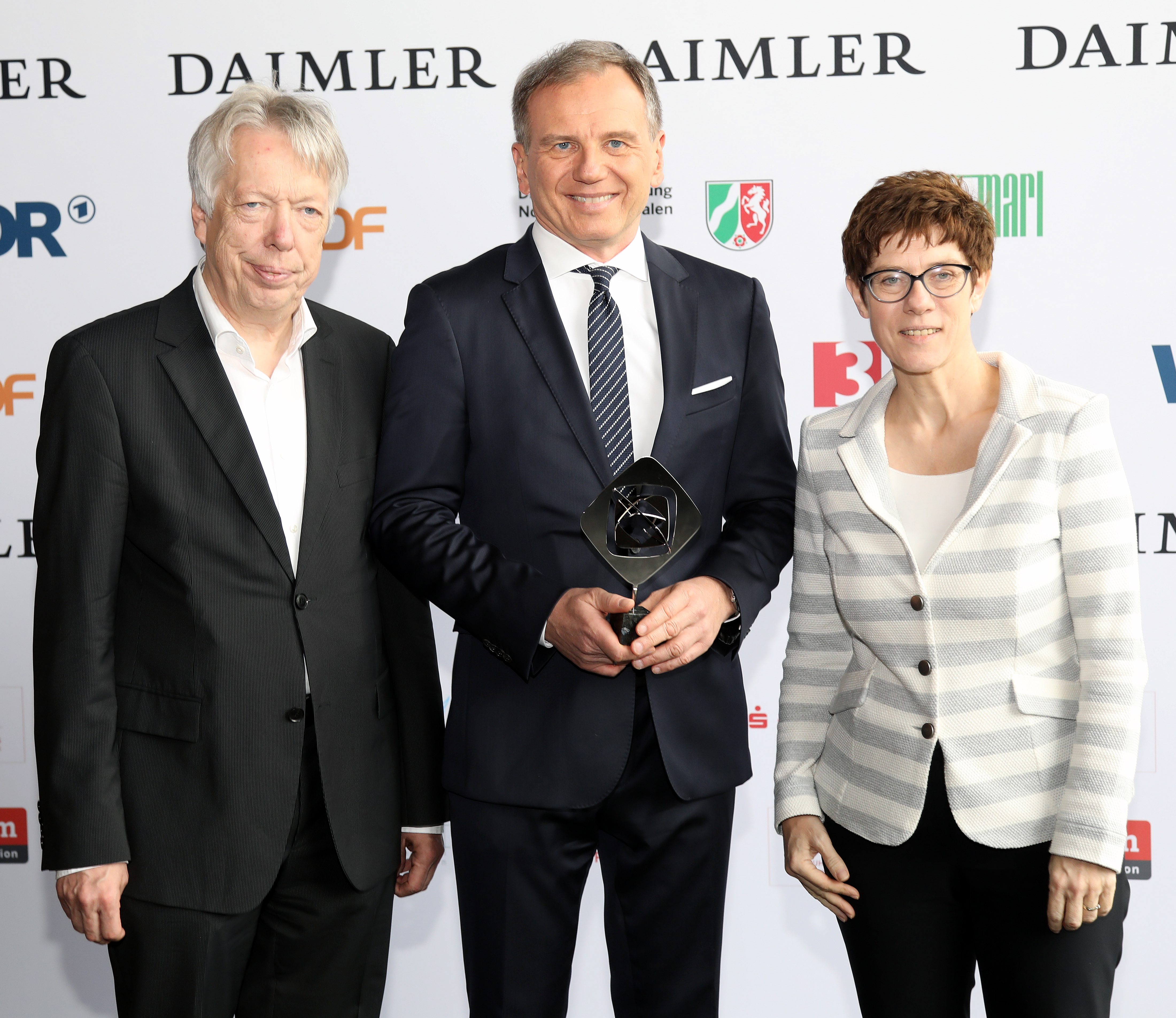
Armin Wolf (Mitte) bei der Grimme-Preis-Verleihung 2018

Armin Wolf ist der Sohn einer Lebensmittelverkäuferin und eines Hausmeisters, Betriebsrats und christlichen Gewerkschafters. Er absolvierte in Innsbruck eine kaufmännische Ausbildung an einer Handelsakademie. Dort unternahm er als Mitbegründer einer Schülerzeitung auch erste journalistische Schreibversuche. Er war im Vorstand der Schülerunion und Mitglied der JVP, aus der er mit 18 Jahren austrat, da er die Parteimitgliedschaft nicht mit seiner Arbeit als Politik-Berichterstatter vereinbaren konnte. Nach eigenen Angaben war dieses jugendliche Engagement wichtig für die Entwicklung seines Politikverständnisses. Mit der Schülervertretung nahm er an Rhetorik-Schulungen und Schreibworkshops teil und konnte Anmerkungen zum Lehrplan an den Handelsschulen machen, die auch umgesetzt wurden. Über die JVP konnte er an den Sitzungen der Tiroler ÖVP teilnehmen und lernte, wie Politik an der Basis funktioniert und das Denken der Parteifunktionäre.
Unmittelbar nach der Matura begann Wolf 1985 im Tiroler Landesstudio des ORF als freier Mitarbeiter in der Hörfunk-Redaktion. 1988 übersiedelte er nach Wien zum Radiosender Ö1, wo er sieben Jahre lang als außenpolitischer Journalist tätig war (unter anderem 1991/1992 als USA-Korrespondent in Washington, D.C.). 1995 wechselte er zum Fernsehen als Redakteur der Zeit im Bild 2 und war von 1998 bis 2001 Redaktionsleiter der ZiB 3, die er auch mitentwickelt hat.
Sein nebenberufliches Studium der Politikwissenschaft (mit einer Kombination aus Soziologie, Pädagogik, Zeitgeschichte und Medienkunde als Nebenfach) beendete Wolf im Dezember 1999 an der Universität Wien mit einer Magisterarbeit über „Der Sieg ist das Bild“. Die Inszenierung von Politik in der Mediengesellschaft. 2005 promovierte er an der Universität Innsbruck mit einer Dissertation über prominente Quereinsteiger in der Politik, die 2007 unter dem Titel Image-Politik. Prominente Quereinsteiger als Testimonials der Politik veröffentlicht wurde.
2010 beendete Wolf während einer neunmonatigen Bildungskarenz mit einem Stipendium ein Executive-MBA-Studium an der Berlin School of Creative Leadership mit einer Arbeit über junges Publikum und politische Information (“News kind of comes to me…” Young Audiences, Mass Media, and Political Information). Er war in der Vergangenheit Lehrbeauftragter an den Universitäten Innsbruck und Wien und hielt dort Vorlesungen über Politische Kommunikation und Journalismus.
Seit dem 18. Juli 2002 präsentiert Wolf die ZiB 2 (erst alternierend mit Ingrid Thurnher, später mit Marie-Claire Zimmermann, von 2010 bis 2021 mit Lou Lorenz-Dittlbacher, seit 2022 mit Margit Laufer und seit 2019 mit Martin Thür). Von 2002 bis 2005 moderierte er auch die Diskussionssendung Offen gesagt, 2005 und 2012 leitete er die traditionellen Sommergespräche mit den Vorsitzenden der Parlamentsparteien. Insbesondere eine Szene des Gespräches mit Heinz-Christian Strache wurde nicht nur zu einem Klassiker auf der Video-Plattform Youtube, sondern wurde von Strache in der Ausgabe mit ihm im Jahr 2012 neuerlich ins Gespräch gebracht: Strache behauptete im Vorfeld in seinem Facebook-Auftritt, dass Wolf im Jahr 2005 ihn mit einer Unwahrheit konfrontiert hatte. Wolf seinerseits brachte in seinem Weblog den Gegenbeweis, der Strache am nächsten Tag zu einer halbherzigen Entschuldigung, wiederum in seinem Facebook-Account, veranlasste.
Im Jahr 2017 wählte das englischsprachige Politik-Magazin Politico Europe Armin Wolf auf Platz 11 einer Liste von 28 Persönlichkeiten, die die höchste Wahrscheinlichkeit aufweisen, Europa im Jahr 2018 zu gestalten.
Wolf bezog im Jahr 2023 ein Gehalt in Höhe von 252.780 Euro.

### Journalistischer Stil und Kritik
Armin Wolf ist für seine Live-Interviews mit Politikern bekannt. Für seinen Interviewstil ist er geachtet und zahlreich ausgezeichnet, ist dafür aber auch gefürchtet und vielfach kritisiert.
Michael Frank charakterisierte Wolf in einem Bericht über den Wiener Opernball 2008 in der Süddeutschen Zeitung als einen TV-Moderator, der „mit bissigem Witz und inquisitorischer Fragetechnik die Hohlheiten der Politik abklopft.“ Hans-Peter Siebenhaar formulierte 2017 im deutschen Handelsblatt: „Armin Wolf ist die journalistische Ikone des ORF. In der ZIB 2, dem Nachrichtenflaggschiff des öffentlich-rechtlichen Rundfunks in Österreich, fühlt der populäre Journalist den Politikern der Alpenrepublik auf den Zahn  bis es schmerzt. Der Träger des Hanns-Joachim-Friedrichs-Preises lässt sich bei seinen gefürchteten Interviews nicht mit den Nullaussagen, Worthülsen und Ausflüchten seiner Studiogäste abspeisen. Er fragt nach. Er stellt die gleiche Frage auch dreimal, wenn es sein muss. Das gefällt nicht jedem in Österreich, vor allem traditionell nicht den Regierungsmitgliedern.“ Dem englischsprachigen Politik-Magazin Politico nach hat sich Wolf zu „einem der fähigsten (und gefürchtetsten) politischen Journalisten Europas etabliert, der jeden, von Ministerpräsidenten bis zu lokalen Politikern, unter den Lichtern seines TV-Studios zum Schwitzen bringt.“
Wolf war seit 2009 auf Twitter aktiv und hat dort eine große Anzahl von Followern. In einer Podiumsdiskussion anlässlich des Erscheinens einer Studie an der Universität Wien zum Thema „Twitterpolitik“ im Jahr 2012 meinte Wolf, der seit Februar 2009 twittert und wie „[alle] Diskutanten […] fest in der ‚Twitteria‘ verankert“ ist: „Ein Redakteur, der keinen Twitter-Account hat und das nicht zumindest als Recherche-Quelle benutzt, ist so wie ein Journalist ohne Handy.“ Der Journalist Christian Ortner titulierte Wolf in der Tageszeitung Die Presse ironisch als „spirituelles Oberhaupt der Wiener Twitteria“.
Nachdem die Nationalratsabgeordnete Susanne Winter im November 2015 wegen ihrer ausdrücklichen Zustimmung zu einem antisemitischen Posting auf Facebook, dass „zionistische Geldjuden“ an der Flüchtlingskrise schuld seien, von der FPÖ ausgeschlossen worden war, war sie danach bei Wolf im ZIB-2-Studio zu Gast, der sie mit dieser und anderen „zahlreichen Verschwörungstheorien“ ihrer Facebookseite konfrontierte, um sie mit der provokanten Frage „Was hat jemand wie Sie im Parlament verloren[?]“ aufzufordern, ihr Mandat im Parlament niederzulegen.
Wolf erhielt für den Stil dieses Interviews viel Zustimmung, jedoch gab es auch Kritik. Die SPÖ-Nationalratsabgeordnete Daniela Holzinger bezeichnete Winters Posting zwar als „inakzeptabel, rassistisch und zum Schämen“, kritisierte aber die Interviewführung als „niveaulos“ und behauptete, von „neutralem Journalismus“ könne keine Rede sein. Der ehemalige Grünen-Europaabgeordnete Johannes Voggenhuber bezeichnete das Interview als „Lynchjustiz“ und „lustvoll inszenierte mediale Hinrichtung“. Wolf verwahrte sich gegen Voggenhubers Vorwürfe und warf hingegen ihm vor, „eigene Fakten“ über das Interview zu verbreiten. So habe Wolf keineswegs, wie von Voggenhuber behauptet, Winter als „Schmarotzerin“ tituliert. Unterstützung erhielt Wolf vom ZiB-Redakteursvertreter Dieter Bornemann: Journalisten hätten nicht die Aufgabe, bei Interviews nur Stichwortgeber zu sein, außerdem seien kritische und auch harte Fragen selbstverständlich erlaubt.
Der Medienunternehmer Christian W. Mucha und Herausgeber des Monatsmagazins ExtraDienst (ED) warf Wolf 2017 „überheblichen Journalismus“ und „Parteilichkeit“ vor. Letzteres entstehe auch dadurch, dass dieser seit Jahren selbst entscheide, wen er gut oder schlecht dastehen lasse. Wolf berichte tendenziös und gebe dabei vor, unabhängig zu sein. Mucha fragte, ob man „auf alle, die man in die Sendung kriegt, so richtig fest drauftreten muss?“ Die Mehrheit der ZIB-Konsumenten, „vor denen er sich breitmacht und seine Wichtigkeit dreimal wöchentlich zelebriert, ist angewidert von dem Schauspiel, das er liefert.“
Der Medienpsychologe Peter Vitouch, der für die SPÖ als stellvertretender Vorsitzender Mitglied im ORF-Publikumsrat war, warf Wolf, mit dem er in der Diskussionssendung Punkt eins (Radio Ö1) am 19. Mai 2017 zu Gast war, unter anderem vor, „destruktiven Journalismus“ zu betreiben und mit Körpersprache und Stimmlage zu vermitteln, dass Politiker bei ihm unter „Generalverdacht“ stünden und schlechte Menschen wären. Anlass für diese Diskussion war ein ZIB-2-Beitrag vom 9. Mai 2017 über den dem damaligen ÖVP-Vizekanzler Reinhold Mitterlehner. Wolf ließ in der Anmoderation für „nur gezählte elf Sekunden“ den Filmtitel Django – Die Totengräber warten schon einblenden. Mitterlehner, der seinen Couleur- und Spitznamen „Django“ zu seinem Amtsantritt selbst öffentlich machte, erklärte tags darauf, am 10. Mai, von allen Ämtern zurückzutreten, und machte unter anderem Wolf wegen der Anmoderation mitverantwortlich.
Der ehemalige Leiter des Salzburger ORF-Landesstudios (bis Ende 2016) Roland Brunhofer, ein „überzeugter Sozialdemokrat“, ging in seiner Dankesrede auf einer von ihm veranstalteten Abschiedsveranstaltung mit seinem Arbeitgeber sowie den seiner Meinung nach dort herrschenden politischen Verhältnissen hart ins Gericht. In Bezug auf Wolf, ohne ihn beim Namen zu nennen, warf er dem ORF vor, spätabends „politisches Verhör“ zu betreiben. Thomas Prantner, stellvertretender Direktor des ORF für Technik, Online und neue Medien, kritisierte 2017 gegenüber der Zeitschrift profil, dass es „unzumutbar für einen öffentlich-rechtlichen Rundfunk [sei], wenn das TV-Studio wie ein Verhörraum oder eine Anklagebank wirkt. Politiker müssen sich kritische Fragen gefallen lassen, es kommt aber immer auf Ton und Stil der Fragestellung an.“
Cathrin Kahlweit hingegen befand in der Süddeutschen Zeitung (April 2017), dass Wolf ein „Aushängeschild“ für den ORF sei, dessen „straff geführte[n] Interviews“ an „Journalistenschulen als vorbildliche Beispiele“ gelten. Die Kritik an ihm führte sie darauf zurück, dass er „bei den Parteien, die im ORF entscheidenden Einfluss haben, nachhaltig unbeliebt“ sei. Wolf frage „ihnen zu kritisch – und zu hartnäckig“. Brunhofer sei SPÖ-Mann, während Prantner der FPÖ seine Position zu verdanken habe. Der ORF-Redakteursrat stellte sich gegen Prantner und zeigte sich überrascht, dass sich „die Technische Redaktion für journalistische Inhalte zuständig fühle: ‚Wollen Sie ernsthaft einen Rückfall in die Zeiten, als Journalisten ihre Fragen erst bei Politikern einreichen mussten oder ihnen gar vorgeschrieben wurde, was gefragt werden musste?‘“ Auch Meret Baumann in der Neuen Zürcher Zeitung sieht Wolf als „Aushängeschild“ seines Senders und den Hintergrund der Kritik an ihm seitens SPÖ, FPÖ und ÖVP darin, dass diese Parteien den ORF verstärkt unter ihre Kontrolle bringen wollen.
Der damalige Falter-Chefredakteur Armin Thurnher verteidigte Wolf in einem Kommentar im Mai 2017: „Über Wolfs Stil lässt sich in der Tat streiten, und auch über die Rolle, die er als Austro-Titan der Social Media spielt, gewiss zum Ärger des stellvertretenden Online-Direktors. Bei all dem sollte aber auch außer Streit stehen, dass Wolf den ORF rettet, indem er exemplarisch tut, was ein demokratisches Publikum braucht: Er stellt Fragen, die den Mächtigen nicht angenehm sind. Und er macht etwas, das wesensmäßig gerade kein ‚Produkt‘ ist. Er macht guten Journalismus.“ Wolf seinerseits erklärte anlässlich der Verleihung des renommierten Axel-Corti-Preises im Juni 2017 die Kritik an seinem Stil mit dem Bestreben der im ORF-Stiftungsrat vertretenen Parteien, den ORF in ihrem Sinne umzugestalten, und meinte dazu: „Es müssen nämlich nicht Politiker und Parteien mit dem ORF zufrieden sein, sondern unser Publikum muss zufrieden sein“.
Niki Lauda, der im Mai 2017 vor einem ZiB-Interview mit Wolf von ihm aufgefordert worden war, seine Kappe mit dem Sponsoren-Logo des Glücksspielkonzerns Novomatic abzunehmen, attackierte Wolf daraufhin scharf, bezeichnete ihn als „Deppen“ und warf ihm mangelnde Fairness im Umgang mit Gästen vor. Wolf habe seine Aufforderung damit begründet, dass er kein Glücksspiel möge. Wolf bestritt Laudas Darstellung und erklärte, er habe diesen wie jeden Gast, der mit großen Sponsoren-Logos im ZiB2-Studio erscheine, „ganz höflich gebeten, ob es ev. möglich wäre, dass er seine Kappe für das Interview abnimmt, weil es für die ZiB ein strenges Werbeverbot gibt und wir mit Sponsoren-Logos Probleme bekommen können.“ Es spiele dafür keinerlei Rolle, um welches Firmenlogo es sich handelt. „Lauda habe nein gesagt, das Thema sei damit erledigt gewesen. ‚Wir hatten ein völlig problemloses, interessantes Interview […]. Lauda wirkte zufrieden, ich war es auch.‘ Wolf rechtfertigt sich: ‚Ich hätte ihn übrigens nicht gefragt, wenn er nicht in den Monaten zuvor mehrfach öffentlich ohne Kapperl aufgetreten wäre, u.a. bei den Golden Globes.‘“
Der damalige Vizekanzler und FPÖ-Bundesparteiobmann Heinz-Christian Strache teilte am 13. Februar 2018 auf Facebook ein Bild von Wolf im ZiB-Studio und schrieb dazu: „Es gibt einen Ort, wo Lügen und Fake News zu Nachrichten werden“. Der ORF unter seinem Generaldirektor Alexander Wrabetz fasste das geteilte Posting als Verleumdung und Diskreditierung seiner 800 Journalisten auf. Der Sender klagte gegen Strache und behielt sich zudem das Recht vor, Schadensersatz zu fordern. Ebenfalls verklagte der ORF Facebook, weil sich das Unternehmen geweigert habe, den von Strache geteilten Beitrag zu löschen.
Wolf, der ebenfalls gegen Strache klagte, einigte sich mit diesem am 13. März 2018 außergerichtlich. Strache hatte sich gemäß dem gerichtlichen Vergleich verpflichtet „diese – oder sinngleiche Behauptungen zu unterlassen“, sich neben der Zahlung der Verfahrenskosten und einer 10.000-Euro-Entschädigung per Inserat in der Kronen Zeitung und in einem Facebook-Eintrag zu entschuldigen „bei Armin Wolf und den Mitarbeitern und Mitarbeiterinnen des ORF für diese unzutreffende Aussage“. Weiter heißt es: „Ausdrücklich halte ich fest, dass ich Dr. Armin Wolf stets als höchst korrekten und professionellen Journalisten erlebt habe. Die Aussage ziehe ich [Strache] daher als unwahr zurück“. Wolf spendete die Entschädigung an das Dokumentationsarchiv des österreichischen Widerstandes.
Im April 2019 führte Wolf ein Interview mit Harald Vilimsky (FPÖ). Vor dem Hintergrund zahlreicher rechtsradikaler Äußerungen von teils hohen FPÖ-Funktionären und insbesondere einem ausländerfeindlichen Gedicht im Parteiblatt der FPÖ Braunau in Oberösterreich konfrontierte Wolf seinen Gast mit einem Cartoon des Jugendverbands der steirischen FPÖ. Überschrieben mit dem Slogan Tradition schlägt Migration zeigte es „in frohen Farben ein junges, weisshäutiges Pärchen, das umringt ist von grauen, hässlich grinsenden Figuren mit langen Nasen, welche unübersehbar muslimische Personen lächerlich machen.“
Das Plakat wurde in der Sendung einer Karikatur aus dem nationalsozialistischen Hetzblatt Der Stürmer gegenübergestellt. Vilimsky verteidigte die Darstellung und sagte über den Vergleich mit der Stürmer-Karikatur während der Liveübertragung: „dies ist etwas, das nicht ohne Folgen bleiben kann“. In einem Interview mit einem Boulevardblatt legte er Wolfs Rücktritt nahe. Seine Äußerungen wurden von Medien und Journalisten-Verbänden als Drohung gegen die freie Presse und versuchte Einflussnahme angesehen.
Die Vorsitzende der Gewerkschaft GPA-djp, Barbara Teiber, teilte mit, es sei „verheerend und demokratiepolitisch höchst bedenklich“, wie einzelne FPÖ-Politiker seit geraumer Zeit Journalisten des ORF attackierten.
Nach Meinung von Rainer Stadler in der NZZ ist der Fall „ein weiteres Beispiel dafür, wie in der politischen und medialen Auseinandersetzung allzu leichtfertig Nazi-Vergleiche gezogen werden.“
Stephan Löwenstein kommentierte in der FAZ: „Die FPÖ agiert wie eine populistische Opposition, aber sie ist Regierung. Mit dieser Verantwortung ist ein solches Verhalten nicht vereinbar. […] Das beanstandete Plakat ist tatsächlich schlimm, schlimmer noch als das Braunauer ‚Rattengedicht‘, von dem sich die FPÖ-Spitze unisono distanzierte.“
Wolf war mehrfach von Morddrohungen und Verleumdungen vor allem aus dem rechtsradikalen Spektrum betroffen. Für die FPÖ war er Zielscheibe einer Hasskampagne gegen den ORF.

### Privatleben
Armin Wolf lebt mit seiner Frau Euke Frank (* 1967), der ehemaligen Chefredakteurin der Zeitschrift Woman, und seinen beiden Stiefkindern in Wien. Von 2001 bis 2004 war er mit der ORF-Moderatorin Birgit Fenderl verheiratet.
Wolf ist ein Urenkel des Bergsteigers und Kirchenrechtlers Viktor Wolf von Glanvell (1871–1905).

## Auszeichnungen
- 2004: Österreichischer Journalist des Jahres
- 2005: Concordia-Preis für Pressefreiheit
- 2006: Robert-Hochner-Preis[53]
- 2006: Goldene Romy Beliebtester Moderator
- 2007: Prof. Claus Gatterer-Preis
- 2007: Goldene Romy Beliebtester Moderator
- 2008: Ehrenbürger der Universität Innsbruck[54]
- 2012: Goldene Romy Beliebtester Moderator
- 2016: Sonderpreis des Hanns-Joachim-Friedrichs-Preis[55]
- 2017: Leuchtturm-Preis des Netzwerk Recherche[56]
- 2017: Axel-Corti-Preis[33][57]
- 2018: Grimme-Preis „Besondere Ehrung“ des Deutschen Volkshochschul-Verbandes (DVV)[58]
- 2018: Österreichischer Journalist des Jahres[59][60]
- 2019: Romy in der Kategorie Information
- 2019: Preis für die Freiheit und Zukunft der Medien
- 2019: Europäischer Journalist des Jahres
- 2020: Österreichischer Journalist des Jahres[61]
- 2023: Goldenes Buch des Hauptverbandes des Österreichischen Buchhandels für mehr als 15.000 verkaufte Exemplare für Der Professor und der Wolf. Das 1x1 der österreichischen Politik[62]
- 2024: Journalist des Jahres in der Kategorie Innenpolitik[63]

## Publikationen

### Bücher und Buchbeiträge
- „Der Sieg ist das Bild“. Die Inszenierung von Politik in der Mediengesellschaft. Diplomarbeit an der Universität Wien, Wien 12/1999.[5]
- Image-Politik. Prominente Quereinsteiger als Testimonials der Politik. Nomos, Baden-Baden 2007, ISBN 978-3-8329-2874-2. Zugleich aktualisierte Dissertation an der Universität Innsbruck, Innsbruck 2005.[6]
- Prominente Quereinsteiger als Testimonials der Politik. In: Andreas Khol, Günther Ofner, Günther Burkert-Dottolo,[64] Stefan Karner, Dietmar Halper[65] (Hrsg.): Österreichisches Jahrbuch für Politik 2004. Politische Akademie/Verlag für Geschichte und Politik/Oldenbourg Wissenschaftsverlag, Wien/München 2005, ISBN 3-486-57822-7, S. 619–668.[66]
- „Danke für das Gespräch!“. Das Interview als (gefährdete) Form politischer Kommunikation. In: Peter Filzmaier, Peter Plaikner, Karl A. Duffek (Hrsg.): Mediendemokratie Österreich. (= Edition Politische Kommunikation, Band 1), Böhlau, Wien 2006, ISBN 978-3-205-77598-0, S. 273–280.
- mit Euke Frank: Promi-Politik. Prominente Quereinsteiger im Porträt. Czernin, Wien 2006, ISBN 3-7076-0068-8.
- Image-Politik – Prominente Quereinsteiger als Testimonials der Politik. Nomos, Baden-Baden 2007, ISBN 978-3-8329-2874-2.
- “News kind of comes to me…” Young Audiences, Mass Media, and Political Information. Master’s Thesis an der Berlin School of Creative Leadership, Berlin 2010.[8]
- Wozu brauchen wir noch Journalisten? Picus, Wien 2012, ISBN 978-3-85452-697-1.
- mit Peter Filzmaier: Der Professor und der Wolf: Das 1 x 1 der österreichischen Politik, Christian Brandstätter Verlag, Wien 2023, ISBN 978-3-7106-0724-0.
- Mit Ingrid Brodnig (Hg.), Florian Klenk (Hg.), Gabi Waldner (Hg.): Praktischer Journalismus. Ein Lehrbuch für den Berufseinstieg und alle, die wissen wollen, wie Medien arbeiten. Falter Verlag, Wien 2024, ISBN 978-3-99166-007-1.

### Sonstige
- Rede zur Verleihung des Robert-Hochner-Preises am 17. Mai 2006.[53]
- Noch nicht alles perfekt im ORF. In der Reihe Kommentar der anderen. In: Der Standard, Printausgabe 19./20. Mai 2007 (Artikel Online, abgerufen am 27. Juli 2019).
- Politiker glücklich zu machen ist nicht unser Job. Dankesrede anlässlich der Verleihung des Corti-Preises, Juni 2017.[33]